# 20/20 (Saga)
20/20 is een studioalbum van de Canadese band Saga. Nadat Sadler had besloten te vertrekken voor een solocarrière werd een andere zanger aangetrokken. De fans van de band zagen het al. De solocarrière van Sadler zou niet van de grond komen en Saga zonder Sadler is Saga niet. Na een album met een “vreemde” zanger kwam Sadler weer terug. De drummer zou na dit album vertrekken. Kortom de personeelswisselingen hielden aan. Het album is opgenomen in diverse geluidsstudios onder andere in Los Angeles. Een speciale uitgave van het album liet een kijkje achter de opname zien via een dvd.

## Musici
- Michael Sadler zang, toetsinstrumenten
- Jim Gilmour – toetsinstrumenten, zang
- Ian Crichton – gitaar
- Jim Crichton – basgitaar, toetsinstrumenten
- Brian Doerner – slagwerk

## Muziek
| Nr. | Titel                    | Duur |
| --- | ------------------------ | ---- |
| 1.  | Six feet under           | 4:56 |
| 2.  | Anywhere you wanna go    | 5:30 |
| 3.  | Ellery                   | 4:09 |
| 4.  | Spin it again            | 4:41 |
| 5.  | Another day out of sight | 4:19 |
| 6.  | One of these days        | 4:46 |
| 7.  | Ball and chain           | 4:18 |
| 8.  | Lost for words           | 4:34 |
| 9.  | Show and tell            | 4:42 |
| 10. | Till the well runs dry   | 6:20 |